# Clement Greenberg
Pour les articles homonymes, voir Greenberg.
Clement Greenberg, né le 16 janvier 1909 à New York et mort le 7 mai 1994 dans la même ville, est un critique d’art et polémiste américain.
Il est probablement le théoricien qui a le plus soulevé de polémiques à propos de l'art moderne et de la peinture américaine. Son nom reste associé à l’expressionnisme abstrait et au triomphe de l'école de New York. Il était un proche de Jackson Pollock et de Lee Krasner.

## Biographie
Né dans le Bronx, Clement Greenberg est l'ainé des trois fils d'un couple de juifs d'origine lituanienne : 

« J'ai appris le yiddish en même temps que l'anglais. »

— Greenberg, cité par Collins
Son éducation était fondée, dit-il, non sur le judaïsme, mais sur le socialisme (ses parents souscrivaient à l'avènement progressif d'une démocratie sociale). À 16 ans, en 1925, son père l'autorise à suivre quelques cours du soir à la Art's Students League, mais il le regretta quand il constata que le modèle que son fils dessinait était une femme nue…
Greenberg fait, en 1930, un passage à l'université de Syracuse (États-Unis) « pour faire une licence de lettres » (Greenberg, Collins), et il est enthousiasmé par les vers de Keats, puis par les textes critiques de T. S. Eliot. Il en retient que le poète a « non pas une personnalité à exprimer mais un médium particulier »… Puis il étudie en autodidacte l'allemand et l'italien, après le français et le latin. Il pratique la poésie et la traduction de textes et exerce divers emplois dans les affaires et au service des douanes du port de New York avant de s'orienter vers la critique littéraire et artistique. Il publie une courte critique sur un roman de Brecht dans Partisan Review, à l'hiver 1938-1939.
Pendant ce même hiver, il envisage d'affiner ses connaissances artistiques et suit, comme nombre de peintres de la génération expressionniste de l’école de New York, des conférences données par le peintre américain d’origine allemande Hans Hofmann. Ce dernier a une connaissance de première main sur les divers aspects de l'art moderne à Munich comme à Paris, et a rencontré tous les artistes majeurs : Picasso, Braque, Delaunay, Gris, Kandinsky, Klee… Ses conférences vont être pour Greenberg décisives dans sa compréhension du cubisme et de l'art abstrait. Il y rencontre l'artiste peintre Lee Krasner. Il nourrit ensuite un très vif intérêt pour les motivations sociales et psychologiques de l'artiste. 
Greenberg se fait remarquer par la qualité intellectuelle et par la qualité de l'écriture de ses articles dans la revue de gauche Partisan Review, dont l'article « Avant-garde et Kitsch » en 1939. Il y fait la distinction entre high art et low art, l’art cultivé, d’avant-garde et moderne face à l’art populaire, « kitsch », considéré comme simple objet de consommation. De 1942 à 1949 il est le critique d'art attitré à The Nation, mais il publie aussi dans une demi-douzaine de périodiques. Ses articles portent sur l'art et la littérature et, parfois, sur l'avant-garde américaine, jusqu'alors quasiment ignorée des médias. Jusqu'au milieu des années 1950, il prend en compte le lien inextricable qui noue la culture aux institutions économiques et sociales. Il se plait à la lecture de l'Histoire sociale de l'art d'Arnold Hauser.
Greenberg est célèbre pour avoir défendu très tôt, dans les années 1940, l'œuvre de Jackson Pollock ou celle de Lee Krasner, mais aussi celle de Jean Dubuffet qu'il évoque en comparaison des peintures de Pollock. Tout en évitant toute forme d'orthodoxie politique dans ses jugements il soutiendra que la tendance de tous les arts à se replier sur leurs médiums respectifs était lié à la nécessité de protéger l'art des dégradations de la société industrielle, de l'assimilation de l'art à un divertissement.
Son livre Art and Culture, paru en 1961 est la reprise de différents articles déjà publiés entre 1939 et 1960. On y trouve aussi bien des textes sur l'avant-garde américaine, le sculpteur Anthony Caro, que sur la peinture américaine classique des années 1920-1930, l'impressionnisme, Renoir, Picasso, Léger, Chagall, Soulages, l'école de Paris…
De 1951 à 1956, il délaisse ses préoccupations théoriques sur les relations de l'art et de la société au profit d'un souci de l'art en tant qu'art. Ses comptes rendus sur l'art se concentrent sur l'autoréflexivité de l'art, sa fixation sur son propre champ de compétence, son absorption dans les questions de délimitation et de médium.
Il devient de plus en plus critique en voyant l’évolution des peintres de l’expressionnisme abstrait défendue par le critique Harold Rosenberg dans les années 1950. Il leur reproche le maniérisme de la touche (en particulier pour Willem de Kooning). Il crée alors le concept critique de Post-Painterly Abstraction (« abstraction post-picturale ») qui se veut comme une forme de « pureté » de la peinture, opposée à la gestuelle expressionniste et au pop art. Il utilise pour la première fois ce terme de Post-Painterly Abstraction dans le titre de l'exposition du Los Angeles County Museum of Art, en 1964. Il considère que ces nouveaux artistes ont hérité de l'expressionnisme abstrait, mais qu'ils ont « préféré l'ouverture ou la clarté » (« favored openness or clarity ») aux surfaces d'une grande densité picturale que l'on trouve dans l'expressionnisme abstrait.
Ses écrits recueillent un grand succès parmi les artistes minimalistes de la seconde école de New York comme Kenneth Noland pour sa critique de l'expressionnisme. Greenberg est pourtant très critique à l'égard de ceux-ci. Il accueille d'abord avec un relatif scepticisme l'œuvre de Franck Stella. Réfractaire au pop art et à l'art minimal il préférait les artistes de la color-field painting ou encore un sculpteur comme Anthony Caro… Dans le contexte artistique des années 1970 aux États-Unis comme en Europe ses prises de position suscitent de très vives polémiques. La réédition récente de ses écrits a relancé les débats, mais dans un tout autre contexte.

## Œuvre
Greenberg conçoit l'histoire de l'art de façon évolutionniste comme une suite de révolutions en rapport avec les conventions historiques du medium (peinture, sculpture…). On perçoit dans cette démarche les traces de l'enseignement de Hans Hofmann et de la pensée marxiste qui était d'usage courant dans les milieux cultivés, de gauche, aux États-Unis dans les années 1930. Il constatait que la peinture moderniste, marquée par une tendance à l'autocritique, affirmait de plus en plus clairement la planéité du plan pictural (picture plane) sur lequel elle se fonde. Il ancrait sa réflexion historique sur les études précises de la peinture de Cézanne, celles de son ami Meyer Schapiro en particulier. 
À son apogée vers 1951, Greenberg était sans aucun doute le critique d'art le plus important en Amérique. Et autant encensé qu'attaqué en tant que « pape » du monde de l'art de New York. Son influence fut maximale au milieu des années 1960, après quoi elle fut soumise à une critique grandissante. L'attaque que menèrent les postmodernes à l'égard du modernisme hégémonique favorisa, en retour, les études greenbergiennes. Du côté des postmodernes Hal Foster, qui est peut-être l'auteur anglais le plus connu et le plus accessible, considère Greenberg et son épigone des années 1960, Michael Fried, à la source d'un « modernisme tardif » limité dans l'histoire. En 1973, l'écrivain Tom Wolfe dans un pamphlet critique et sarcastique intitulé The Painted Word (en) (Le mot peint) a ridiculisé les théories de Greenberg qu'il jugeait « byzantines » (en faisant une allusion ironique à un texte de Greenberg). Le peintre anglais Patrick Heron considérait que l'attitude de Greenberg transformait le jugement critique en une simple « critique des élégances » et de mode.
Greenberg est revenu (dans After Abstract Expressionnism) sur une première formulation de sa pensée (deux ans auparavant, dans Modernist Painting) qui était mal comprise. Selon cette dernière formulation la tâche autocritique du modernisme est « entièrement empirique et pas du tout une affaire de théorie », son but est « de déterminer à toutes fins pratiques l'essence irréductible de l'art », et qu'à l'épreuve du modernisme un nombre toujours croissant de conventions de la peinture se sont révélées « facultatives, inessentielles ». Après cette mise au point, il n'est plus possible de faire de Greenberg « une sorte de platonicien de la peinture pure défendant une conception essentialiste de l'art » (citation p. 71).
Pour les partisans d'un retour à l'étude de Greenberg la mobilité de sa parole, de ses jugements, « à mi-chemin entre la critique partiale et subjective de la meilleure tradition (Baudelaire, Fénéon), l'abord historique et l'analyse formelle, est l'une des plus fécondes du siècle, concernant l'art moderne (même ceux qui la combattent l'admettront). »
Par ailleurs les retournements de Greenberg sont éclairants sur le regard que la modernité a eu sur elle-même, et sur ses doutes. Et peut-être qu'aussi s'il nous intéresse encore aujourd'hui c'est qu'à la différence des postmodernes Greenberg a maintenu, avec ou sans argumentation, le jugement esthétique (le fameux jugement de goût) en distinguant le « bon art » et le « mauvais art » à l'intérieur de ses critères formels, et « le tremblé d'une réflexion » (selon l'heureuse expression de Thierry de Duve,) qui s'efforce de penser ce qui résiste dans notre rapport à l'art moderne. 

### Color Field MovementetHard-Edge
Greenberg conçoit et analyse une nouvelle catégorie de peintres dans le courant de la peinture moderniste américaine des années 1950-1960: 
- Les peintres du Color Field movement qui utilisent des champs de couleurs imprégnées (« stained into ») ou diffusées (« spread across ») : Helen Frankenthaler, Morris Louis, Kenneth Noland, Jules Olitsky, Sam Francis… souvent avec des toiles non apprêtées. Jackson Pollock, Adolph Gottlieb, Hans Hofmann, Barnett Newman, Clyfford Still, Mark Rothko, Robert Motherwell, Ad Reinhardt et les dernières œuvres d'Arshile Gorky ont été considérées par Greenberg comme en relation avec la Color Field painting. Mais en règle générale Clement Greenberg préférait parler de Post Painterly Abstraction pour désigner les nouvelles tendances issues de cette génération (expressionniste) qui avait pratiqué une abstraction en général très « picturale ».

- Les peintres du hard edge (une peinture de la forme et des angles: Ellsworth Kelly, Frank Stella, Kenneth Noland dans la poursuite de la démarche engagée depuis Malevitch et Mondrian jusqu'à Barnett Newman) sont souvent rapprochés du Color Field movement. Mais le terme a été initié par l'auteur, curateur et critique au Los Angeles Times Jules Langsner (en) en 1959 pour décrire le style de certains artistes californiens qui réagissaient ainsi contre l'expressionnisme abstrait par des formes plates aux bords nets. Cette première exposition Four Abstract Classicists circula ensuite en Angleterre et en Irlande sous le titre California Hard-edge donné par le critique et curateur britannique Lawrence Alloway.

La liste des peintres qu’il a défendus est longue, on peut citer : Helen Frankenthaler (sa petite amie) , Hans Hofmann, Friedel Dzubas, John Hoyland, Ellsworth Kelly, Henri Matisse, Morris Louis, Kenneth Noland, Jules Olitsky, Jackson Pollock bien sûr, et même Frank Stella…

### L'homme engagé
Bien que juif et intéressé par la politique il ne s'affilia jamais, pas plus que Walter Benjamin, à des groupes sionistes. Il s'opposait ouvertement à eux. « En 1950, s'opposant à un État juif militarisé il personnalisa le problème comme étant « Self-Hatred and Jewish Chauvinism » ['Haine de soi et chauvinisme juif'] (titre d'un écrit dans Commentary novembre 1950, p. 45) : 

« La lutte la plus importante […] doit encore être menée en nous-mêmes. »

— Greenberg cité par Caroline Jones
Lire aussi à ce propos Thierry de Duve « Les silences de la doctrine » ; dans cet article, les rapports politiques entre les artistes d'avant-garde et leurs publics y sont précisément analysés à partir des textes de Greenberg.

## Écrits de Clement Greenberg
- Art and Culture, Beacon Press, 1961,  (ISBN 978-0-807-06681-2), trad. française par Ann Hindry, Art et Culture, Macula, 1988  (ISBN 2-865-89023-6)
- The Collected Essays and Criticism, édition établie par John O'Brian, University Of Chicago Press :
  - Volume 1 : Perceptions and Judgments, 1939-1944, 1988  (ISBN 0-226-30621-6)
  - Volume 2 : Arrogant Purpose, 1945-1949, 1988  (ISBN 0-226-30622-4)
  - Volume 3 : Affirmations and Refusals, 1950-1956, 1995  (ISBN 0-226-30623-2)
  - Volume 4 : Modernism with a Vengeance, 1957-1969, 1995  (ISBN 0-226-30624-0)
- (en) Homemade Esthetics : Observations on Art and Taste, New York, Oxford University Press, 1999, 220 p. (ISBN 0-19-512433-2)
- (en) Clement Greenberg, late writings, Minneapolis, University of Minnesota Press, 2003, 248 p. (ISBN 0-8166-3938-8)
- Dossier Pollock, contient les traductions des textes sur Pollock écrits par Clement Greenberg, Macula (périodique) no 2, 1977  (ISSN 0397-5770)
- Après l'expressionnisme abstrait, 1962, et Abstraction post-picturale, 1964, in Regards sur l'art américain des années soixante, anthologie critique établie par Claude Gintz, éd Territoires, 1979, ASIN: B0014M14JO
- Ecrits choisis des années 1940 & Art et Culture, introduction et notes par Katia Schneller, traduction par Christine Savinel et par Ann Hindry, Paris, Macula, 2017  (ISBN 978-2-86589-097-2)